# Удланд
Удланд (на английски: Woodland) е град в окръг Каулиц, щата Вашингтон, САЩ. Удланд е с население от 3780 жители (2000) и обща площ от 6,7 km². Намира се на 9 m надморска височина. ЗИП кодът му е 98674, а телефонният му код е 360.